# Conference League North 2011-2012
La Conference League North 2011-2012 è stata l'8ª edizione della seconda serie della Conference League. Rappresenta, insiema alla Conference League South, il sesto livello del calcio inglese ed il secondo del sistema "non-league". 

## Squadre partecipanti
| Squadra              | Città                                 | Stagione precedente                                            |
| -------------------- | ------------------------------------- | -------------------------------------------------------------- |
| Altrincham           | Altrincham                            | 22º posto in Conference League Premier, retrocesso             |
| Bishop's Stortford   | Bishop's Stortford                    | 16º posto in Conference League South                           |
| Blyth Spartans       | Blyth                                 | 9º posto in Conference League North                            |
| Boston United        | Boston                                | 3º posto in Conference League North                            |
| Colwyn Bay           | Colwyn Bay                            | 2º posto in Northern Premier League Premier Division, promosso |
| Corby Town           | Corby                                 | 13º posto in Conference League North                           |
| Droylsden            | Droylsden                             | 8º posto in Conference League North                            |
| Eastwood Town        | Eastwood                              | 4º posto in Conference League North                            |
| Gainsborough Trinity | Gainsborough                          | 18º posto in Conference League North                           |
| Gloucester City      | Gloucester                            | 14º posto in Conference League North                           |
| Guiseley             | Guiseley                              | 5º posto in Conference League North                            |
| Halifax Town         | Halifax                               | 1º posto in Northern Premier League Premier Division, promosso |
| Harrogate Town       | Harrogate                             | 12º posto in Conference League North                           |
| Hinckley United      | Hinckley                              | 15º posto in Conference League North                           |
| Histon               | Histon and Impington (Cambridgeshire) | 24º posto in Conference League Premier, retrocesso             |
| Hyde United          | Hyde                                  | 19º posto in Conference League North                           |
| Nuneaton Town        | Nuneaton                              | 6º posto in Conference League North                            |
| Stalybridge Celtic   | Stalybridge                           | 10º posto in Conference League North                           |
| Solihull Moors       | Solihull                              | 7º posto in Conference League North                            |
| Vauxhall Motors      | Ellesmere Port                        | 17º posto in Conference League North                           |
| Worcester City       | Worceter                              | 16º posto in Conference League North                           |
| Workington           | Workington                            | 11º posto in Conference League North                           |

## Classifica finale
|  | Pos. | Squadra              | Pt | G  | V  | N  | P  | GF | GS  | DR  |
|  | ---- | -------------------- | -- | -- | -- | -- | -- | -- | --- | --- |
|  | 1    | Hyde                 | 90 | 42 | 27 | 9  | 6  | 90 | 36  | +54 |
|  | 2    | Guiseley             | 85 | 42 | 25 | 10 | 7  | 87 | 50  | +37 |
|  | 3    | Halifax Town         | 74 | 42 | 21 | 11 | 10 | 80 | 59  | +21 |
|  | 4    | Gainsborough Trinity | 74 | 42 | 23 | 5  | 14 | 74 | 61  | +13 |
|  | 5    | Nuneaton Town (-6)   | 72 | 42 | 22 | 12 | 8  | 74 | 41  | +33 |
|  | 6    | Stalybridge Celtic   | 71 | 42 | 20 | 11 | 11 | 83 | 64  | +19 |
|  | 7    | Worcester City       | 65 | 42 | 18 | 11 | 13 | 63 | 58  | +5  |
|  | 8    | Altrincham           | 61 | 42 | 17 | 10 | 15 | 90 | 71  | +19 |
|  | 9    | Droylsden            | 59 | 42 | 16 | 11 | 15 | 83 | 86  | -3  |
|  | 10   | Bishop's Stortford   | 58 | 42 | 17 | 7  | 18 | 70 | 75  | -5  |
|  | 11   | Boston Utd           | 54 | 42 | 15 | 9  | 18 | 60 | 67  | -7  |
|  | 12   | Colwyn Bay           | 53 | 42 | 15 | 8  | 19 | 55 | 70  | -15 |
|  | 13   | Workington           | 52 | 42 | 14 | 10 | 18 | 56 | 61  | -5  |
|  | 14   | Gloucester City      | 52 | 42 | 15 | 7  | 20 | 53 | 60  | -7  |
|  | 15   | Harrogate Town       | 52 | 42 | 14 | 10 | 18 | 59 | 69  | -10 |
|  | 16   | Histon               | 51 | 42 | 12 | 15 | 15 | 67 | 72  | -5  |
|  | 17   | Corby Town           | 50 | 42 | 14 | 8  | 20 | 65 | 71  | -6  |
|  | 18   | Vauxhall Motors      | 50 | 42 | 14 | 8  | 20 | 63 | 78  | -25 |
|  | 19   | Solihull Moors       | 49 | 42 | 13 | 10 | 19 | 44 | 54  | -10 |
|  | 20   | Hinckley Utd         | 48 | 42 | 13 | 9  | 20 | 75 | 90  | -15 |
|  | 21   | Blyth Spartans       | 34 | 42 | 7  | 13 | 22 | 51 | 81  | -30 |
|  | 22   | Eastwood Town        | 20 | 42 | 4  | 8  | 30 | 37 | 105 | -68 |

Legenda:
      Promosso in Conference League Premier 2012-2013.
  Ammesso ai play-off.
      Retrocesso in Northern Premier League Premier Division 2012-2013.
Regolamento:
Tre punti a vittoria, uno a pareggio, zero a sconfitta.
In caso di arrivo di due o più squadre a pari punti, la graduatoria viene stilata secondo i seguenti criteri:
- differenza reti
- maggior numero di gol segnati

Note:

Il Nuneaton Town è stato sanzionato con 6 punti di penalizzazione per aver utilizzato un calciatore non eleggibile.

## Spareggi

### Play-off

#### Tabellone
|  | Semifinali | Semifinali           | Semifinali | Semifinali | Semifinali |  |  | Finale | Finale               | Finale |  |
|  |            |                      |            |            |            |  |  |        |                      |        |  |
|  | 5          | Nuneaton Town (dts)  | 1          | 1          | 2          |  |  |        |                      |        |  |
|  | 2          | Guiseley             | 1          | 0          | 1          |  |  | 5      | Nuneaton Town        | 1      |  |
|  | 4          | Gainsborough Trinity | 2          | 1          | 3          |  |  | 4      | Gainsborough Trinity | 0      |  |
|  | 3          | Halifax Town         | 2          | 0          | 2          |  |  |        |                      |        |  |